# Congresul de la Erfurt

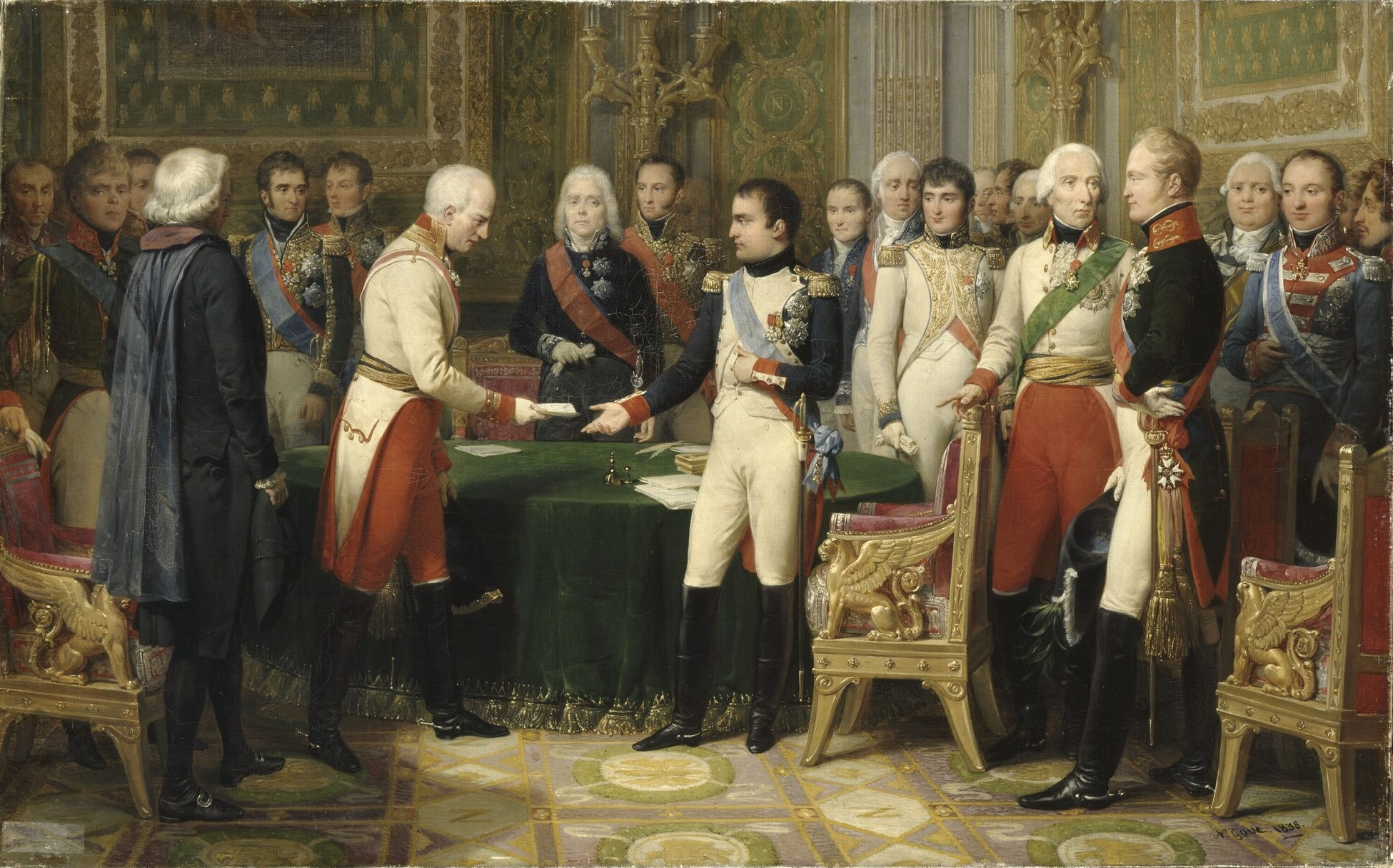

Congresul de la Erfurt a fost o întâlnire din 1808 între Împăratul Francezilor Napoleon I Bonaparte și Împăratul Întregii Rusii, Alexandru I de Romanov, având ca scop reafirmarea Tratatelor de la Tilsit.
Tratatul a avut mai multe prevederi secrete, printre care una prin care Imperiul Francez recunoștea anexarea Principatelor Dunărene de către Imperiul Rus.